# Onesia franzosternita
Onesia franzosternita är en tvåvingeart som beskrevs av Xue och Zhiming Dong 2009. Onesia franzosternita ingår i släktet Onesia och familjen spyflugor. Inga underarter finns listade i Catalogue of Life.